# Fearless (Taylor’s Version)
| Совокупная оценка    | Совокупная оценка |
| Источник             | Оценка            |
| -------------------- | ----------------- |
| AnyDecentMusic?      | 7.7/10            |
| Metacritic           | 82/100            |
| Оценки критиков      |                   |
| Источник             | Оценка            |
| The A.V. Club        | A                 |
| Clash                | 8/10              |
| The Guardian         | [ 5 ]             |
| The Daily Telegraph  | [ 6 ]             |
| i                    | [ 7 ]             |
| The Line of Best Fit | 8/10              |
| NME                  | [ 9 ]             |
| The Independent      | [ 10 ]            |
| Rolling Stone        | [ 11 ]            |
| The Times            | [ 12 ]            |
| Spin                 | [ 13 ]            |

Fearless (Taylor’s Version) — первый перезаписанный студийный альбом американской кантри-певицы Тейлор Свифт, вышедший 9 апреля 2021 года на лейбле Republic Records. В него вошли 19 треков из платинового издания второго студийного альбома Fearless, перезаписанные с новым вокалом Свифт, сингл «Today Was a Fairytale» из саундтрека фильма «День святого Валентина» 2010 года, а также шесть новых песен «From the Vault», которые были исключены из версии 2008 года. Среди приглашённых вокалистов были Колби Кэйллат, Марен Моррис и Кит Урбан.
Выпуску альбома предшествовали три сингла: «Love Story» был выпущен 12 февраля 2021 года. За ним последовали «You All Over Me» с участием Моррис 26 марта 2021 года и «Mr. Perfectly Fine» 7 апреля 2021 года. После выпуска Fearless (Taylor’s Version) получил всеобщее признание музыкальных критиков, которые высоко оценили ностальгические настроения альбома, свежий звук и чёткий продакшн, и зрелый, но резкий вокал Свифт.
Альбом имел коммерческий успех, возглавив чарты Великобритании, США, Австралии, Ирландии, Новой Зеландии и Шотландии.

## История
Тейлор Свифт подписала издательский контракт с Sony/ATV Tree Publishing в 2004 году, когда ей было 14 лет, чтобы стать автором песен, и контракт на запись с независимым звукозаписывающим лейблом Big Machine из Нашвилла в следующем году, чтобы стать кантри-певицей. Ее одноименный дебютный студийный альбом (2006) стал самым продолжительным альбомом в чартах Billboard 200 2000-х годов и сделал Свифт одной из восходящих звезд кантри-музыки.
Свифт выпустила свой второй студийный альбом Fearless в ноябре 2008 года. Он имел успех как у критиков, так и большой коммерческий успех. Кантри-поп-альбом провёл 11 недель на первом месте американского хит-парада Billboard 200, стал самым продаваемым альбомом США 2009 года, выдал пять хитов в лучшей десятке top-10 чарта Billboard Hot 100, включая кроссовер синглы «Love Story» и «You Belong With Me», и катапультировал Свифт в мейнстримную известность. Самый награждаемый кантри-альбом в истории выиграл четыре премии Грэмми на 52-й церемонии Grammy Awards, включая Альбом года, первую из её трёх побед в этой основной категории. Fearless получил бриллиантовую сертификацию Recording Industry Association of America, и ему ставят в заслугу то, что он проложил путь Свифт к тому, чтобы стать одним из самых выдающихся музыкантов своего поколения. Критики высоко оценили авторство песен Свифт за искренние подростковые чувства, а музыковед Джеймс Э. Пероун отметил, что Fearless превратила ее статус из вундеркинда в «суперзвезду автора-исполнителя».
В 2019 году Свифт объявила о своём намерении перезаписать свои первые шесть студийных альбомов (вышедших в 2006—2017 годах) после продажи лейблом Big Machine Records мастер-записей американскому бизнесмену Скутеру Брауну, которые он позже (в ноябре 2020 года) перепродал частной инвестиционной компании Shamrock Holdings. Свифт заявила, что с ней не связывались по поводу продажи.

## Релиз и продвижение
11 февраля 2021 года певица анонсировала релиз Fearless (Taylor’s Version) и лид-сингл «Love Story (Taylor’s Version)». Fearless (Taylor’s Version) содержит 26 песен, состоящих из всех треков из Fearless Platinum Edition (2009), её сингл-саундтрек 2010 года «Today Was a Fairytale» и шесть новых бонусных треков «from The Vault», которые не вошли в альбом 2008 года.
Альбом стал одним из самых ожидаемых релизов 2021 года.
«Love Story (Taylor’s Version)» возглавил кантри-чарт Billboard Hot Country Songs, став восьмым чарттоппером Свифт и первым сразу дебютировавшим на вершине этого чарта. Это был её первый номер один в кантри-чарте со времен «We Are Never Ever Getting Back Together» (2012), и она стала вторым артистом в истории, который возглавил чарт с оригинальными и перезаписанными версиями одной и той же песни, впервые после Долли Партон с «I Will Always Love You».
Один из vault-треков, «You All Over Me» при участии Марен Моррис, был выпущен в качестве второго сингла 25 марта 2021 года. Третий сингл, еще один vault-трек «Mr. Perfectly Fine», был неожиданно выпущен 7 апреля 2021 года вместе с лирическим видео. «You All Over Me» достиг шестого места в Hot Country Songs, в то время как «Mr. Perfectly Fine» занял второе место.
Fearless (Taylor’s Version) вышел 9 апреля 2021 года. Стандартные физические копии были доступны для предварительного заказа на веб-сайте Свифт. Компакт-диски CD с коллекционными постерами были доступны для предварительного заказа исключительно на Target. 13 апреля 2021 года Свифт появилась на шоу The Late Show with Stephen Colbert. Свифт выпустила две главы компиляции, Fearless (Taylor’s Version): The Halfway Out the Door Chapter («На полпути к двери») и Fearless (Taylor’s Version): The Kissing in the Rain Chapter («Поцелуи под дождем»), 13 и 19 мая соответственно.

## Музыка и текст
Стандартное издание Fearless (Taylor’s Version) длится один час 46 минут и состоит из 26 песен, последние шесть из которых помечены как треки «from the Vault» (из Убежища). В расширенное делюксовое издание добавлен дополнительный трек «Love Story (Elvira remix)». В записи альбома участвовали американские певицы Колби Кэйллат и Марен Моррис, а также новозеландский певец Кит Урбан в песнях «Breathe», «You All Over Me» и «It’s When», соответственно. 12 треков на Fearless (Taylor’s Version) были написаны исключительно самой Свифт; остальные соавторы это Лиз Роуз, Хиллари Линдси, Скутер Карузо, Джон Рич, The Warren Brothers и Томми Ли Джеймс. Кэри Барлоу и Натан Барлоу, участники американской группы Luna Halo, также указаны в качестве авторов песен «Untouchable», которая является кавером на песню этой группы. Продюсерами альбома выступили Свифт, Кристофер Роу, Джек Антонофф и Аарон Десснер, первые два из которых продюсировали большую часть музыки, а последние двое — сопродюсеры альбомов Свифт 2020 года Folklore и Evermore, были связаны только с треками раздела «from the Vault».

### Композиция
По сравнению с версией 2008 года, в перезаписанном альбоме нет никаких лирических изменений, за исключением нескольких незначительных. В текстах рассказывается о начале юности Свифт, юношеских романах, увлечениях и горестях, включая темы расширения прав и возможностей. Дождь — это повторяющийся мотив в лирике альбома. Воспроизводя прежнее и в звуковом отношении, Fearless (Taylor’s Version) представляет собой кантри- и кантри-поп-пластинку с тенденциями поп-рока, в которой используются оригинальные тональности, темп, вокальные стили, такие как звучание, вибрато, а также традиционные инструменты, такие как гитара, барабаны, банджо, скрипка и струнные. Однако рецензенты из газеты The New York Times написали, что её певческий голос сильнее, более контролируемый и глубокий в перезаписанном альбоме, в нём нет гнусавого тона её раннего вокала. Критик журнала Clash Люси Харброн считает, что вокал Свифт превратился «в её собственное уникальное сочетание кантри, поп-музыки и инди».

### Песни «From the Vault»
Треки с 21 по 26 обозначены как «from the Vault», это песни, которые не попали в окончательный вариант альбома Fearless (2008). «You All Over Me» — это акустическая кантри-поп песня с парящими скрипками, ритмичными гитарами, губной гармошкой, пульсирующими синтезаторными барабанами, приглушенными ударными, и бэк-вокалом Моррис. Лирически песня рассказывает о том, что героиня не может забыть бывшего возлюбленного и пытается найти принятие и мир. Движимая энергичными гитарами и ударными, «Mr. Perfectly Fine» — это среднетемповая кантри-поп и поп-рок песня с элементами рока и рок-н-ролла. В тексте песни Свифт описывает бурные чувства, возникшие после расставания, используя остроумную игру слов. Песня содержит строчку «Mr. casually cruel», которая ассоциируется с песней Свифт 2012 года «All Too Well».
«We Were Happy», созданная в медленном темпе, посвящена воспоминаниям о самых высоких моментах разрушенных отношений. В её минимальном инструментарии использованы струнные, звонкий гитарный рифф и сочные гармонии. «That’s When» — дуэт с Урбаном, ставший вторым сотрудничеством Свифт с ним после «Highway Don’t Care» (2012). Песня рассказывает о воссоединении двух прошлых влюбленных. Это «woozy»-кантри-поп мелодия с эйфорическим многослойным вокалом, головокружительными гармониями и продакшеном в стиле альбома 1989. В «Don’t You» рассказчик сталкивается с бывшим возлюбленным, и тоскует об их прошлых отношениях. В этом треке используются клавишные, электрогитары и ударные, наложенные друг на друга. Песня «Bye Bye Baby», первоначально названная «One Thing», была неизданным треком, который долгое время существовал в Интернете. Свифт перезаписала песню для альбома Fearless (Taylor’s Version) и изменила её название. Песня завершает альбом словами «Bye, bye, to everything I thought was on my side», возможная ссылка на спор Свифт с по правам владения мастер-записями.

## Отзывы
Альбом получил положительные отзывы музыкальной критики и интернет-изданий. Он получил 82 из 100 баллов на интернет-агрегаторе Metacritic. Он превзошел мета-рейтинг альбома 2008 года издания (73) и стал третьим альбомом Свифт с самым высоким рейтингом на этом рейтинговом сайте (больше было только 88 у Folklore и 85 у Evermore).
Нил Маккормик из The Daily Telegraph написал, что Fearless «исключительно хороший альбом песен в стиле кантри», в котором подробно описаны «романтические пристрастия» Свифт, в то время когда она вступала во взрослую жизнь. Он похвалил её более «полный» тон и тембр голоса, при этом он все ещё звучал как её 18-летняя личность, поскольку она использует «легкий кантри-оттенок» своего раннего вокала. Сара Карсон из газеты I, назвала альбом «пророческим» и «вневременным» 13 лет спустя, описывая универсальные темы «расставания, мечты, разочарования, первые поцелуи». Она нашла альбом «безупречно верным — и ностальгирующим по её былой невинности» и выделила треки «From the Vault», демонстрирующие зрелость Свифт.
Александра Поллард из The Independent высоко оценила ностальгические эмоции альбома, его верность записи 2008 года и добавление «странно утешительных» треков «из хранилища».
Назвав его «сладкозвучным обновлением уже замечательного альбома», Салони Гаджар из The A.V. Club считает, что Fearless (Taylor’s Version) — это возврат, демонстрирующий зрелый вокал Свифта и «острое чувство музыкальности и инструментальности».
Назвав его «мастер-классом по написанию классических Нэшвиллских песен», Уилл Ходжкинсон из The Times назвал Fearless «сладким, ностальгическим» и «благотворным» альбомом, который документирует совершеннолетие Свифт до того, как она стала одним из величайших певцов мира. Алексис Петридис из газеты The Guardian выразил мнение, что Fearless излучает «тоскующие воспоминания о юности женщин», а его тексты предлагают «блестящую фиксацию понятного подросткового импульса мифологизировать недавнее прошлое, вести себя так, как будто это древняя история».
Критик из журнала NME Ханна Милреа утверждает, что альбом «чествует и остается верным Свифт эпохи Fearless», с более тёплой и четкой обработкой. Джонатан Бернстайн из журнала Rolling Stone оценил «более богатый и глубокий» вокал Свифт, который в то же время воплощает «её ранние кантри-аффекты» в Fearless. Он добавил, что на этот раз у неё более низкий её голос, имитируя «элегантные текстуры и звуковые ландшафты Нэшвилла» из альбома 2008 года.
Бобби Оливье из журнала Spin назвал альбом «захватывающим поворотом времени» и «неотразимым пересмотром», достигнутым с той же строгостью, что и все проекты Свифт. Он похвалил усилия, затраченные на создание альбома, чтобы достичь «такого уровня скрупулезного воспроизведения».
Крис Уиллман из журнала Variety похвалил точное воссоздание альбома и звуко-стилистическое расширение Свифт с шестью треками «из хранилища». Уиллман прокомментировал: «Что они говорят об актёрах, „исчезающих в роли“? Это действительно относится к Тейлор Свифт, играющей себя».
Приветствуя его свежее качество звука и сильный релаксирующий вокал Свифт, Люси Харброн из журнала Clash написала, что Fearless (Taylor’s Version) сохраняет исходную сущность, «чтобы не искоренить место этих песен в жизни людей», поскольку Свифт только усиливает текстуру альбома, что приводит к «горьковато-сладкой магии, вызывающей ностальгию у миллионов».
Росс Хортон из The Line of Best Fit назвал альбом «сокровищницей богатств» от Свифт, засвидетельствовав, как она вдохнула «новую жизнь в жизненно важный элемент её ранних работ и повторно представила его для нового поколения фанатов».
Келси Барнс из Gigwise заявила, что «никто не писал песни о подростковом возрасте лучше, чем Тейлор Свифт», и что альбом предлагает слушателям возможность оглянуться на «преувеличенную мелодраматичность своих подростковых переживаний», подчеркивая важность помнить то «кем мы были в то время». Барнс выбрал треки «Change» и «We Were Happy» как выдающиеся.

### Награды и номинации
Свифт сняла Fearless (Taylor’s Version) с выдвижения его на премии «Грэмми» и Ассоциации музыки кантри (CMA). 20 июля 2021 года представитель Republic Records объяснил Billboard, что Тейлор не будет представлять альбом ни в одной из категорий, поскольку «Fearless уже получил четыре премии „Грэмми“, включая „альбом года“, а также премию CMA „за лучший альбом года“ в 2009/2010 и остаётся самым награждаемым кантри-альбомом всех времён».

## Коммерческий успех
После выпуска Fearless (Taylor’s Version) занял первое место в хит-парадах Apple Music в США и Великобритании, сделав Свифт первой женщиной-кантри-артисткой лидером в первом чарте и первым кантри-музыкантом лидером во втором. Треки альбома заняли первые десять мест в глобальном чарте кантри-песен платформы.

### США
В США альбом 24 апреля дебютировал на первом месте Billboard 200, став её 9-м чарттоппером и поставив несколько рекордов. Тираж составил 291 тыс. эквивалентных единиц, включая 179 тыс. копий альбома (из них 50 тыс. цифровых загрузок всего альбома), 109 тыс. стрим-потоков SEA (что равно 142,98 млн on-demand стримов его песен, то есть аудио- плюс видеопотоки), 3000 трековых единиц TEA (покупки цифровые треков). Это ставит её на второе место в истории (вместе с Мадонной — 9) по числу альбомов среди женщин, достигших вершины чарта (опережая Джанет Джексон у которой семь альбомов номер один), позади Барбры Стрейзанд (11); среди всех лидируют у групп The Beatles (19), а среди всех солистов Jay-Z (14). Кроме того, Свифт стала первой певицей с девятью дебютами на № 1, опередив Бейонсе, Леди Гагу, Мадонну и Бритни Спирс (у всех по шесть). Свифт стала первой женщиной с тремя альбомами-чарттопперами менее чем за один год (прошлый рекорд был 14 месяцев у Донны Саммер: Live and More в ноябре 1978, Bad Girls в июне 1979 и On the Radio: Greatest Hits Volumes I & II в январе 1980). Её альбомы Folklore, Evermore и Fearless (Taylor’s Version) все возглавляли чарт за рекордный для женщин промежуток времени: 8 месяцев и 2 недели (быстрее был только Фьючер: 6 месяцев и 3 недели с тремя альбомами номер один в 2015—2016). Рекорд по времени между лидерством двух альбомов среди женщин: Свифт это сделала за 4 месяца между Evermore (26 декабря 2020) и Fearless (Taylor’s Version) (24 апреля 2021), побив свой же прошлый рекорд в 4 месяца и 2 недели между Folklore и Evermore. Рекорд среди групп принадлежит BTS, он равен чуть более 3 месяцев между Love Yourself: Tear (2 июня 2018) и Love Yourself: Answer (8 сентября 2018). Лидер здесь Фьючер, чьи альбомы лидировали друг за другом две недели подряд: Future с 11 марта 2017 и HNDRXX с 18 марта 2017.
Fearless (Taylor’s Version) также является восьмым по длительности воспроизведения альбомом, возглавляющим чарты 21-го века, его продолжительность составляет 106 минут и 20 секунд, и самый длинный альбом принадлежащий артистке-женщине.
В кантри-чарте Billboard Top Country Albums, Fearless (Taylor’s Version) дал Свифт её шестой номер один, впервые после Red (2012). Сразу 18 песен с альбома вошли в кантри-чарт Hot Country Songs, что стало новым рекордом для женщин (прошлый рекорд из 12 треков принадлежал также Свифт с 2012 года, когда вышел альбом Red). 9 треков одновременно находились в многожанровом хит-параде Billboard Hot 100 в дату с 24 апреля 2021 года, увеличив рекорд принадлежавшей самой Свифт по наибольшему количеству хитов в Hot 100 среди женщин (136). Благодаря успеху Fearless (Taylor’s Version), Свифт вернулась на вершину Billboard Artist 100 и увеличила рекорд до 47 недель лидерства.
За первые два месяца с момента релиза в США было продано 527 000 альбомных эквивалентных единиц Fearless (Taylor’s Version).
16 октября 2021 года альбом вернулся на первое место со 157-го в связи с его релизом на компакт-дисках и виниле. Fearless (Taylor’s Version) был выпущен в двух виниловых изданиях: версия в золотом цвете, которая продавалась через интернет-магазин певицы и была широко доступна для всех розничных продавцов, и издание красного цвета, эксклюзивно для Target. Лично подписанные Свифт компакт-диски были проданы только через интернет-магазин певицы в течение ограниченного времени, во время окна предварительного заказа в конце сентября. Свифт написала в Твиттере, что подписала столько копий, что она «может никогда больше не написать то же самое», поскольку её рука «теперь застыла в постоянной форме когтя». Это 53-я неделя лидерства альбомов Свифт в этом хит-параде в сумме и это третье место в истории (после The Beatles и Элвиса Пресли, 132 и 67). Тираж составил 152 тыс. эквивалентных единиц, включая 146 тыс. копий продаж (рост на 15 807 %), 6 тыс. SEA-единиц (или 8,72 млн on-demand стрим-потоков песен альбома) и менее 1000 TEA-единиц. Из 146 000 проданных копий за неделю продажи компакт-дисков составили 77 000, а продажи виниловых пластинок — 67 000. Также продано около 1000 в кассетах и ещё 1000 в цифровом формате. На 16 октября общий объем продаж альбома Fearless (Taylor’s Version) составляет 400 000 единиц, продажи компакт-дисков составляют 264 000 из этой суммы. Результат недельных продаж виниловых пластинок (67 тыс.) стал 4-м показателем за всю историю эры MRC Data (с 1991 года) после Evermore (102000 пластинок за первую неделю продаж, 12 июня 2021, Свифт), Sour (76000; 4 сентября, Родриго) и Happier Than Ever (73000; 14 августа, Айлиш). С ростом продаж альбома Fearless (Taylor’s Version) его текущие продажи выросли до 400000 в США, что делает его альбомом № 2 по продажам в 2021 году, уступая только собственному релизу Свифт Evermore, который имеет 434 000 проданных копий в 2021 году. Альбом № 3 по продажам в 2021 году — это альбом Родриго Sour 2021 года с 378 000 копий. Таким образом, у Свифт есть альбомы 2021 года по продажам под номерами 1 и 2, а также № 7 (Folklore, самый продаваемый альбом 2020 года, с тиражом 228000 в 2021 году).
По итогам всего 2021 года Fearless (Taylor’s Version) стал пятым альбомом-бестселлером с 521 тыс. чистых продаж чистыми продаж.

### Другие страны
В Австралии Fearless (Taylor’s Version) дебютировал на первом месте в национальном хит-параде ARIA Albums Chart, став 8-м чарттопером Свифт в этой стране. По этому показателю она вторая среди женщин после Мадонны (у которой 11 альбомов номер один), и вторая среди всех по числу чарттопперов подряд после Эминема (9). Свифт также стала первым артистом, который возглавил чарт альбомов с тремя разными альбомами за 12-месячный период, в то время как 17-недельный разрыв между этим альбомом и его предшественником Evermore побил рекорд по кратчайшему промежутку между двумя чарттопперами, затмевая и превосходя собственный подвиг-рекорд Свифт в 20 недель между Evermore и Folklore.
В Великобритании альбом занял первое место в UK Albums Chart, став седьмым чарттоппером и сделав её третьей артисткой по этому показателю после Мадонны (12) и Кайли Миноуг (8). Альбом превзошел пик своего аналога 2008 года и побил 54-летний рекорд Beatles по самому быстрому накоплению трёх альбомов номер один. В период с 1965 по 1968 год группа с помощью альбомов Help!, Rubber Soul и Revolver достигла этого результата за 364 дня, а Свифт — за 259 дней. Альбом провёл две недели во главе официального британского кантри-чарта UK’s Official Country Albums Chart. К маю 2021 года Свифт самый продаваемый исполнитель 2021 года в Великобритании.
11 мая 2021 года она получит Global Icon Award на церемонии 2021 Brit Awards, став первой женщиной и первым зарубежным реципиентом этой награды, после трёх британцев: Элтон Джон (2014), Дэид Боуи (2016) и Робби Уильямс (2017).
В Ирландии певица получила свой шестой альбом номер один в Irish Albums Chart с помощью «Fearless (Taylor’s Version)»; он превзошла оригинальную версию, которая достигла седьмой строчки в 2009 году. Свифт также увеличила свой рекорд как женщина с наибольшим числом чарттопперов в Ирландии в этом тысячелетии.
Альбом также дебютировал в десятке лучших top-10 многих странах Европы, таких как Австрия, Бельгия, Дания, Нидерланды и Испания. В тех странах, где продажи перезаписанной версии были объединены с оригиналом, Fearless достиг новых вершин, подкрепленных Fearless (Taylor’s Version). Первоначально достигнув пика под номером 14 в Austrian Albums Chart от 29 мая 2009 года, альбом достиг нового пика под номером 2 за неделю, датированную 23 апреля 2021 года. В Германии он снова вошёл под номером 2 в рейтинг Offizielle Top 100 от 16 апреля 2021 года, превзойдя свой более старый пик номер 12. Он поднялся на более высокие 2-е и 3-е места в норвежском чарте Topp 40 Albums и швейцарском хит-параде Hitparade Albums Top 100, чем ранее (5 и 35, соответственно).

## Влияние
Fearless (2008) занимал 157 строчку в Billboard 200 до выхода альбома Fearless (Taylor’s Version), после чего альбом 2008 года упал в продажах на 19 % и полностью вылетел из чарта, а обновлённая перезапись заняла первое место. Бен Сисарио из The New York Times прокомментировал, что Fearless (Taylor’s Version) «выполнил то, что, казалось, было одной из целей Свифт: похоронить оригинального Fearless». Автор Variety Крис Уиллман подчеркнул критический и коммерческий успех альбома Fearless (Taylor’s Version) и заявил, что широко разрекламированный ход Свифт по возвращению своих мастер-записей вдохновит других артистов «и дальше использовать своих фанатов в своих деловых спорах», в отличие от менее успешных попыток её современников владеть своей музыкой.
Вы могли бы научить целый класс маркетологов тому, как она сделала эзотерическую борьбу между мультимиллионерами чувственной и важной, демистифицируя тайные детали контракта и настраивая решение транслировать «Версию Тейлор» вместо оригинала как этический выбор.
Газета Evening Standard сообщила, что Свифт, «один из немногих артистов, обладающих силой и профилем, способных изменить музыкальный мир», подчеркнула «важность того, чтобы художники владели своей работой и не позволяли другим извлекать выгоду из своего творчества», и мотивирует менее авторитетных музыкантов бороться за более выгодные контракты на звукозаписи. Clash написал, что Fearless (Taylor’s Version) повысил значение осведомленности о контрактах, в которых задействованы молодые артисты, что стало частью музыкального наследия Свифт. The New Yorker утверждал, что термин «Taylor’s Version», который Свифт использует для перезаписанного альбома, является «ходом стратегического гения». По мнению австралийского сетевого издания Junkee, этот шаг является «большим прецедентом для индустрии, которая не очень хорошо защищает своих артистов». Stereogum заявил, что он может «запустить новую тенденцию» и повлиять на других музыкантов, чтобы они перезаписали свои прошлые работы.
Согласно The Wall Street Journal, если Свифт захочет разрешить использовать песню из Fearless в рекламе или фильме, она может подписать договор сама, поскольку она владеет авторскими правами на Fearless (Taylor’s Version), исключая владельцев оригинальной версии. Marie Claire назвал Fearless (Taylor’s Version) «монументальным» не только за его заявление о правах артистов, но и за то, что он «выводит музыку [Свифт] из-под влияния сексистских СМИ, которые преследовали её в подростковом возрасте, предлагая слушателям и критикам воспринимать те же песни сегодня без гендерной предвзятости», тем самым позволяя Свифт взять на себя ответственность за своё повествование, избегая «ажиотажа таблоидов» и «позволяя её музыкальному мастерству занять центральное место».
Журнал Rolling Stone сообщил, что Свифт стала самой высокооплачиваемой женщиной-музыкантом 2021 года благодаря доходам от альбома Fearless (Taylor’s Version) и его продолжения Red (Taylor’s Version).

## Список композиций
Все треки во всех изданиях отмечены как «„Taylor’s Version“». Треки с 21 по 26 отмечены как «from the Vault». Все треки спродюсированы Тейлор Свифт и Кристофером Роу, если не указано иное.
| №                   | Название                                     | Автор(ы)                                          | Продюсеры             | Длительность |
| ------------------- | -------------------------------------------- | ------------------------------------------------- | --------------------- | ------------ |
| 1.                  | «Fearless»                                   | Тейлор Свифт Лиз Роуз Хиллари Линдсей             | Свифт Кристофер Роу   | 4:01         |
| 2.                  | «Fifteen»                                    | Свифт                                             | Свифт Роу             | 4:54         |
| 3.                  | «Love Story»                                 | Свифт                                             | Свифт Роу             | 3:55         |
| 4.                  | «Hey Stephen»                                | Свифт                                             | Свифт Роу             | 4:14         |
| 5.                  | «White Horse»                                | Свифт Роуз                                        | Свифт Роу             | 3:54         |
| 6.                  | «You Belong with Me»                         | Свифт Роуз                                        | Свифт Роу             | 3:51         |
| 7.                  | «Breathe» (при участии Колби Кэйллат)        | Свифт Кэйллат                                     |                       | 4:23         |
| 8.                  | «Tell Me Why»                                | Свифт Роуз                                        | Свифт Роу             | 3:20         |
| 9.                  | «You’re Not Sorry»                           | Свифт                                             | Свифт Роу             | 4:21         |
| 10.                 | «The Way I Loved You»                        | Свифт John Rich                                   | Свифт Роу             | 4:03         |
| 11.                 | «Forever & Always»                           | Свифт                                             | Свифт Роу             | 3:45         |
| 12.                 | «The Best Day»                               | Свифт                                             | Свифт Роу             | 4:05         |
| 13.                 | «Change»                                     | Свифт                                             | Свифт Роу             | 4:39         |
| 14.                 | «Jump Then Fall»                             | Свифт                                             | Свифт Роу             | 3:57         |
| 15.                 | «Untouchable (video)»                        | Свифт Cary Barlowe Nathan Barlowe Tommy Lee James | Свифт Роу             | 5:12         |
| 16.                 | «Forever & Always» (piano version)           | Свифт                                             | Свифт Роу             | 4:27         |
| 17.                 | «Come In with the Rain»                      | Свифт Rose                                        | Свифт Роу             | 3:57         |
| 18.                 | «Superstar»                                  | Свифт Rose                                        | Свифт Роу             | 4:23         |
| 19.                 | «The Other Side of the Door»                 | Свифт                                             | Свифт Роу             | 3:58         |
| 20.                 | «Today Was a Fairytale»                      | Свифт                                             | Свифт Роу             | 4:01         |
| 21.                 | «You All Over Me» (при участии Марен Моррис) | Свифт Scooter Carusoe                             | Аарон Десснер Свифт   | 3:40         |
| 22.                 | «Mr. Perfectly Fine»                         | Свифт                                             | Джек Антонофф и Свифт | 4:37         |
| 23.                 | «We Were Happy»                              | Свифт Роуз                                        | Десснер Свифт         | 4:04         |
| 24.                 | «That’s When» (при участии Кита Урбана)      | Свифт Brad Warren Brett Warren                    | Антонофф Свифт        | 3:09         |
| 25.                 | «Don’t You»                                  | Свифт James                                       | Антонофф Свифт        | 3:28         |
| 26.                 | «Bye Bye Baby»                               | Свифт Роуз                                        | Джек Антонофф и Свифт | 4:02         |
| Общая длительность: | Общая длительность:                          | Общая длительность:                               | Общая длительность:   | 106:20       |

| №                   | Название                    | Автор(ы)            | Продюсеры                         | Длительность |
| ------------------- | --------------------------- | ------------------- | --------------------------------- | ------------ |
| 27.                 | «Love Story» (Elvira remix) | Свифт               | Свифт Роу Elvira Anderfjärd [ a ] | 3:53         |
| Общая длительность: | Общая длительность:         | Общая длительность: | Общая длительность:               | 110:13       |

### Компиляции
| №                   | Название                              | Автор(ы)            | Продюсеры           | Длительность |
| ------------------- | ------------------------------------- | ------------------- | ------------------- | ------------ |
| 1.                  | «Mr. Perfectly Fine»                  | Свифт               | Свифт Антонофф      | 4:37         |
| 2.                  | «Forever & Always»                    | Свифт               | Свифт Роу           | 3:45         |
| 3.                  | «White Horse»                         | Свифт Роуз          | Свифт Роу           | 3:54         |
| 4.                  | «You're Not Sorry»                    | Свифт               | Свифт Роу           | 4:21         |
| 5.                  | «Breathe» (при участии Колби Кэйллат) | Свифт Кэйллат       | Свифт Роу           | 4:23         |
| 6.                  | «The Other Side of the Door»          | Свифт               | Свифт Роу           | 3:58         |
| Общая длительность: | Общая длительность:                   | Общая длительность: | Общая длительность: | 24:58        |

| №                   | Название                        | Автор(ы)            | Длительность |
| ------------------- | ------------------------------- | ------------------- | ------------ |
| 1.                  | «The Way I Loved You»           | Свифт Рич           | 4:03         |
| 2.                  | «Hey Stephen (video)»           | Свифт               | 4:14         |
| 3.                  | «Today Was a Fairytale»         | Свифт               | 4:01         |
| 4.                  | «Fifteen»                       | Свифт               | 4:54         |
| 5.                  | «Superstar»                     | Свифт Роуз          | 4:23         |
| 6.                  | «Come in with the Rain (video)» | Свифт Роуз          | 3:57         |
| Общая длительность: | Общая длительность:             | Общая длительность: | 25:32        |

| №                   | Название             | Автор(ы)            | Длительность |
| ------------------- | -------------------- | ------------------- | ------------ |
| 1.                  | «You Belong with Me» | Свифт Роуз          | 3:51         |
| 2.                  | «Tell Me Why»        | Свифт Роуз          | 3:20         |
| 3.                  | «Fearless»           | Свифт Роуз Lindsey  | 4:01         |
| 4.                  | «Love Story»         | Свифт               | 3:55         |
| 5.                  | «Forever & Always»   | Свифт               | 3:45         |
| 6.                  | «Change»             | Свифт               | 4:39         |
| Общая длительность: | Общая длительность:  | Общая длительность: | 23:31        |

| №                   | Название                                                     | Автор(ы)                       | Продюсеры           | Длительность |
| ------------------- | ------------------------------------------------------------ | ------------------------------ | ------------------- | ------------ |
| 1.                  | «You All Over Me» (from the Vault, при участии Марен Моррис) | Свифт Carusoe                  | Свифт Десснер       | 3:40         |
| 2.                  | «Mr. Perfectly Fine» (from the Vault)                        | Свифт                          | Свифт Антонофф      | 4:37         |
| 3.                  | «That's When» (from the Vault, при участии Кита Урбана)      | Свифт Brad Warren Brett Warren | Свифт Антонофф      | 3:09         |
| 4.                  | «We Were Happy» (from the Vault)                             | Свифт Роуз                     | Свифт Десснер       | 4:04         |
| 5.                  | «Don't You» (from the Vault)                                 | Свифт Джеймс                   | Свифт Антонофф      | 3:28         |
| 6.                  | «Bye Bye Baby» (from the Vault)                              | Свифт Роуз                     | Свифт Антонофф      | 4:02         |
| Общая длительность: | Общая длительность:                                          | Общая длительность:            | Общая длительность: | 23:00        |

## Участники записи
По данным сервиса Tidal.
Музыканты
- Тейлор Свифт — вокал и автор (все треки), продюсер (1–26), бэк-вокал (11, 14–16, 27)
- Майк Медоуз — Двенадцатиструнная гитара (1), акустическая гитара (1, 3, 5–8, 10–15, 17–19), бэк-вокал (1, 3–5, 9–11, 17–19), орган Хаммонд B3 (1, 4), мандолина (1–3, 6–8, 15, 18–20), банджо (3, 6, 8, 10, 14, 17, 19, 20), щелчки пальцами (4), фортепиано (7, 10), электрогитара (9, 10), синтезатор (13, 16), программирование (13, 16), добро (19)
- Кейтлин Эвансон — бэк-вокал (1–4, 6, 8, 13)
- Пол Сидоти — бэк-вокал (1, 3, 8, 11), электрогитара (1–3, 6, 8, 10, 11, 13, 14, 17–20), piano (5, 9, 10, 16), акустическая гитара (7)
- Амос Хеллер — бас (1–15, 17–20)
- Мэтт Биллингсли — ударные (1–15, 17–20), щелчки пальцами (4), программирование ударных (6, 11, 14), электронная перкуссия (19, 20)
- Макс Берштейн — электрогитара (1–3, 7, 9–11, 13, 14, 18, 19), вибрафон (4), steel-гитара (6, 8, 17), синтезатор (15, 16, 18, 20), программирование синтезатора (15, 16, 20), банджо (20), колокольчики (20)
- Джонатан Юдкин — народная скрипка (1, 3, 4, 6, 8, 11, 14), виолончель (2), струнные (5, 7, 9, 10, 16, 17)
- Кристофер Роу — бэк-вокал (2, 8, 10, 17, 20), продюсер по вокалу (27)
- Дэн Бернс — программирование ударных (6, 11, 14), программирование синтезатора (13, 15, 16, 20), электронная перкуссия (19, 20)
- Колби Кэйллат — вокал (7)
- Брайан Прюитт — программирование ударных (8)
- Аарон Десснер — акустическая гитара, бас, программирование ударных, электрогитара, клавишные, перкуссия, синтезатор (21, 23); фортепиано (21)
- Эрик Слик — ударные (21, 23)
- Джош Кауфман — электрогитара, гармоника (21); акустическая гитара, гавайская гитара (23)
- Джек Антонофф — акустическая гитара (22, 24), бэк-вокал (22, 25), бас (22, 24, 26), электрогитара (22, 24–26), перкуссия (22, 24, 26), клавишные (22, 25), программирование (22, 25, 26), синтезатор (22), ударные (24, 25), программирование синтезатора (25), фортепиано (26)
- Шон Хатчинсон — ударные (22, 24, 26)
- Майки Фридом Харт — электрогитара (22, 24–26), педальная гитара (22, 24), двенадцатиструнная гитара (22), бас (24, 25), челеста (24), ударные (24), орган Hammond B3 (24), клавишные (24, 25), piano (24, 26), перкуссия (25, 26), родес-пиано (25), орган Wurlitzer (26)
- Майкл Риддлбергер — перкуссия (22, 24, 26)
- Эван Смит — саксофон (22, 24, 26), флейта (24–26); перкуссия, струнные, программирование синтезатора (25)
- Кит Урбан — бэк-вокал, электрогитара (23); двенадцатиструнная гитара, вокал (24)
- Кларис Йенсен — виолончель (23)
- Бобби Хок — скрипка (25, 26)
- Elvira Anderfjärd — продюсер, сведение, бэк-вокал, бас, ударные, клавишные, программирование (27)

Техники
- Рэнди Меррилл — мастеринг-инженер (все треки)
- Сербан Генеа — микширование (1–20, 22, 24–27)
- Джонатан Лоу — микширование, звукоинженер (21, 23)
- Джон Хейнс — звукоинженер (1–20, 22, 24–27)
- Аарон Десснер — звукоинженер (21, 23)
- Белла Бласко — звукоинженер (21, 23)
- Дэвид Пейн — звукоинженер (1–20)
- Кристофер Роу — звукоинженер (2, 3), звукоинженер по вокалу (1, 6–26)
- Джек Антонофф — звукоинженер (22, 24–26)
- Лаура Сиск — звукоинженер (22, 24–26)
- Джон Готье — звукоинженер (25, 26)
- Майк Уильямс — звукоинженер (25, 26)
- Сэм Холланд — звукоинженер по вокалу (3–5, 27)
- Грег Карстин — звукоинженер по вокалу (21)
- Джулиан Бург — звукоинженер по вокалу (21)
- Ник Роуз — звукоинженер по вокалу (23, 24)
- Дерек Гартен — дополнительный звукоинженер (1, 4–20)
- Лоуэлл Рейнольдс — дополнительный звукоинженер (1, 4–20)
- Шон Бадум — ассистент звукоинженера (3)
- Джон Руни — ассистент звукоинженера (24–26)
- Джон Шер — ассистент звукоинженера (24–26)

## Чарты
| Чарт (2021)                              | Высшая позиция |
| ---------------------------------------- | -------------- |
| Австралия (ARIA)                         | 1              |
| Австрия (Ö3 Austria)                     | 2              |
| Бельгия/Фландрия (Ultratop)              | 3              |
| Бельгия/Валлония (Ultratop)              | 8              |
| Канада (Canadian Albums Chart)           | 1              |
| Дания (Hitlisten)                        | 8              |
| Нидерланды (Album Top 100)               | 2              |
| Германия (Offizielle Top 100)            | 2              |
| Венгрия (MAHASZ)                         | 23             |
| Ирландия (Irish Albums Chart)            | 1              |
| Италия (FIMI)                            | 12             |
| Литва (AGATA)                            | 14             |
| Новая Зеландия (RMNZ)                    | 1              |
| Норвегия (VG-lista)                      | 2              |
| Польша (ZPAV)                            | 29             |
| Португалия (AFP)                         | 2              |
| Шотландия (Scottish Albums Chart)        | 1              |
| Испания (PROMUSICAE)                     | 3              |
| Швеция (Sverigetopplistan)               | 17             |
| Швейцария (Schweizer Hitparade)          | 3              |
| Швейцария/Романдия (GfK)                 | 2              |
| Великобритания (UK Albums Chart)         | 1              |
| Великобритания (UK Country Albums Chart) | 1              |
| США (Billboard 200)                      | 1              |
| США (Billboard Top Country Albums)       | 1              |

| Чарт (2021)                         | Позиция |
| ----------------------------------- | ------- |
| Австралия (ARIA)                    | 26      |
| Канада (Billboard)                  | 48      |
| США (Billboard 200)                 | 33      |
| США (Top Country Albums, Billboard) | 5       |

| Чарт (2022)                         | Позиция |
| ----------------------------------- | ------- |
| Австралия (ARIA)                    | 91      |
| США (Billboard 200)                 | 126     |
| США (Top Country Albums, Billboard) | 9       |

| Чарт (2023)                         | Позиция |
| ----------------------------------- | ------- |
| Австралия (ARIA)                    | 45      |
| Бельгия (Ultratop Flanders)         | 115     |
| США (Billboard 200)                 | 43      |
| США (Top Country Albums, Billboard) | 9       |

## Сертификации
| Регион                                                                      | Сертификация | Продажи |
| --------------------------------------------------------------------------- | ------------ | ------- |
| Австралия (ARIA)                                                            | Платиновый   | 70 000  |
| Франция (SNEP)                                                              | Золотой      | 50 000  |
| Новая Зеландия (RMNZ)                                                       | Платиновый   | 15 000  |
| Польша (ZPAV)                                                               | Золотой      | 10 000  |
| Великобритания (BPI)                                                        | Золотой      | 100 000 |
| Данные о продажах + прослушиваниях приведены только на основе сертификации. |              |         |

## История релиза
| Регион    | Дата            | Формат                     | Версия                           | Лейбл                 | Ссылка          |
| --------- | --------------- | -------------------------- | -------------------------------- | --------------------- | --------------- |
| Мир       | 9 апреля 2021   | цифровые загрузки стриминг | Стандартная                      | Republic              | [ 137 ] [ 138 ] |
| Мир       | 9 апреля 2021   | CD                         | Делюксовая                       | Republic              | [ 92 ]          |
| Австралия | 9 апреля 2021   | CD                         | Делюксовая                       | Republic              | [ 139 ]         |
| Япония    | 30 апреля 2021  | CD                         | Limited                          | Universal Music Japan | [ 140 ] [ 141 ] |
| Мир       | 13 мая 2021     | стриминг                   | The Halfway Out the Door Chapter | Republic              | [ 42 ]          |
| Мир       | 19 мая 2021     | стриминг                   | The Kissing in the Rain Chapter  | Republic              | [ 43 ]          |
| Мир       | 4 июня 2021     | кассета                    | Делюксовая                       | Republic              | [ 142 ]         |
| Канада    | 4 июня 2021     | кассета                    | Делюксовая                       | Republic              | [ 143 ]         |
| Мир       | 27 августа 2021 | LP                         | Делюксовая                       | Republic              | [ 144 ]         |